# Myxodagnus walkeri
Myxodagnus walkeri är en fiskart som beskrevs av Dawson, 1976. Myxodagnus walkeri ingår i släktet Myxodagnus och familjen Dactyloscopidae. Inga underarter finns listade i Catalogue of Life.